# جاسبر (نيويورك)
جاسبر (بالإنجليزية: Jasper, New York)‏ هي بلدة أمريكية تقع في الولايات المتحدة في مقاطعة ستوبين، نيويورك. يقدر عدد سكانها بـ 1,270 نسمة ومساحتها 136.4 كم2 وترتفع عن سطح البحر 570 متر.